# John Bate Cardale
John Bate Cardale (* 7. November 1802 in London, England; † 18. Juli 1877) in Albury war der erste Apostel der katholisch-apostolischen Gemeinden.
Cardale wurde in London geboren und gehörte der anglikanischen Kirche an. Nach einem Jurastudium leitete er von 1823 bis 1834 das Anwaltsbüro seines Vaters. Er war ein Kenner der Kirchenväter und der frühchristlichen Liturgien.
1830 reiste er mit zwei weiteren Brüdern nach Schottland, um die dort aufgetretenen Geistesgaben zu untersuchen. Er berichtet darüber in der Zeitschrift The Morning Watch. Überzeugt vom göttlichen Ursprung dieser Geistesgaben, organisierte er ab Oktober 1830 eigene Gebetszusammenkünfte in seinem Haus. Am 30. April 1831 empfing seine Frau, die nicht mit nach Schottland gereist war, als erste in England die Gabe der Prophetie. Sein anglikanischer Pfarrer, Baptist Noël, predigte gegen diese Gaben, und so waren die Cardales genötigt, eine andere Gemeinde zu suchen. Diese fanden sie bei Edward Irving. Dort wurde Cardale am 31. Oktober 1832 in einer Prophetie Drummonds als Apostel kundgemacht. Die prophetische Bestätigung erfolgte am 7. November durch Taplin im Hause Irvings. Dadurch entstand eine ungewöhnliche Situation, denn das Verhältnis zwischen dem Gemeindeleiter, Irving, und dem neuen Apostel war zunächst noch nicht klar. Seine erste Amtshandlung und Ordination nahm Cardale am 24. Dezember 1832 vor, als er den Prediger William Caird in Albury zum Evangelisten ordinierte. Am 26. Dezember wurde Henry Drummond durch ihn zum Hirten und Vorsteher der Gemeinde von Albury geweiht.
Ostern 1833 wurde Irving in einem Kirchenprozess seines Amtes in der schottischen Nationalkirche enthoben und aus der Kirche ausgeschlossen. Ihm wurde daraufhin zunächst auch von Cardale verwehrt, Segenshandlungen durchzuführen, bis er am 5. April 1833 von Cardale zum Engel (=Bischof) der Gemeinde Newman Street in London ordiniert wurde.
Am 14. Juli 1835 waren alle 12 Apostel der Endzeit gerufen, und es fand ihre Aussonderung statt. Cardale wurde als Erstberufener der Apostel als ihr „Pfeiler“ bezeichnet. Ihm wurde als Arbeitsgebiet der Stamm Juda, womit England gemeint war, zugewiesen. Er schrieb außerdem das Testimonium an die Kirche von England und war Endredakteur des Großen Testimoniums, das alle Apostel gemeinschaftlich verfasst hatten.
1840 weihte er die Apostel-Kapelle auf dem Landgut „Albury-Park“ von Henry Drummond. 1842 erschien die erste Ausgabe der hauptsächlich von Cardale zusammengestellten Liturgie. Er besuchte jährlich die Gemeinden in England und leitete außerdem die monatliche Zusammenkunft der sieben Londoner Gemeinden. An Heiligabend 1853 weihte er die neue Zentralkirche der katholisch-apostolischen Gemeinden am Londoner Gordon Square ein.
Nach dem Tod seines Mitapostels Henry John King (der später den Namen King-Church annahm) übernahm er auch dessen Arbeitsgebiet Dänemark, lernte Dänisch und besuchte die dortigen Gemeinden bis 1873 viermal.
Er starb 1877 und wurde in Albury begraben.